# Arkadiusz Stańczykiewicz
Arkadiusz Jan Stańczykiewicz – polski leśnik, doktor habilitowany nauk rolniczych, profesor na Uniwersytecie Rolniczym im. Hugona Kołłątaja w Krakowie, specjalista od transportu leśnego oraz użytkowania lasu.

## Kariera naukowa
W 1997 roku na Uniwersytecie Rolniczym im. Hugona Kołłątaja w Krakowie uzyskał tytuł magistra inżyniera w zakresie leśnictwa. W tym samym roku został zatrudniony na tejże uczelni, a w 2003 roku na jej Wydziale Leśnym uzyskał stopień doktora nauk rolniczych w zakresie leśnictwa na podstawie rozprawy pt. Wpływ wybranych technologii pozyskiwania drewna na rodzaj i wielkość szkód w drzewostanie, której promotorem był Janusz Sowa. W 2018 roku ten sam wydział nadał mu stopień doktora habilitowanego nauk rolniczych w dyscyplinie leśnictwa na podstawie pracy pt. Prawdopodobieństwo wystąpienia szkód w odnowieniach podokapowych wskutek pozyskiwania drewna oraz model ich szacowania.